# Ernest Stordiau
Pour les articles homonymes, voir Stordiau.

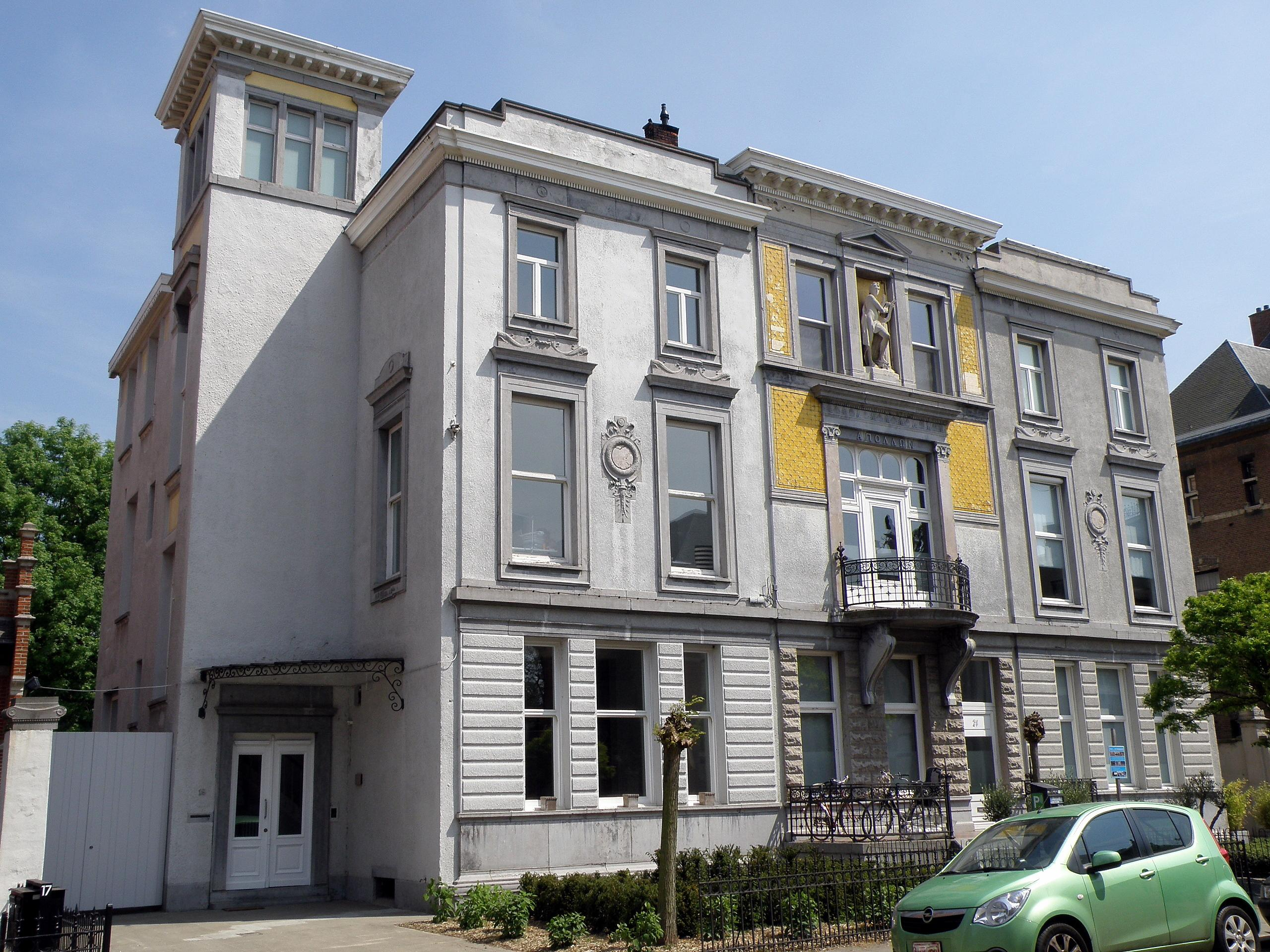
Maisons de maître dans le quartier de Zurenborg, à Anvers (1894).

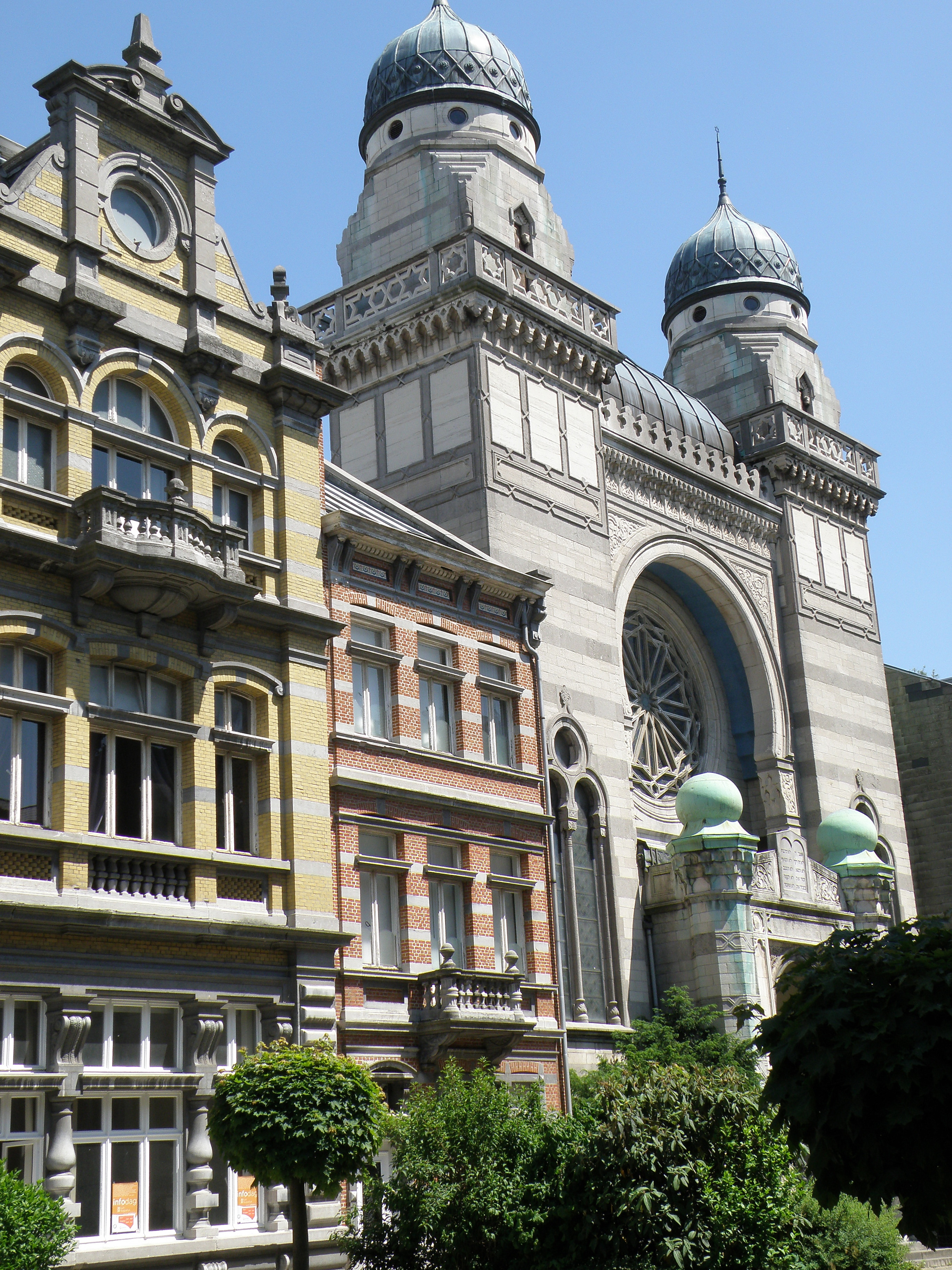
Synagogue d'Anvers.

Ernest Stordiau est un architecte belge, actif principalement à Anvers où il est né le 10 octobre 1855 et décédé le 3 avril 1937.

## Biographie
Il s'est formé à l'Académie d'Anvers et chez son père Jean-François Stordiau ingénieur-architecte.
Son style éclectique était surtout axé sur une réinterprétation du style de la Renaissance italienne et sur un Art nouveau épuré voire cartésien.
Pour la chapelle néogothique du Très Saint Sacrement, 1890, située Hemelstraat, actuellement desservie par des prêtres de la Fraternité sacerdotale Saint-Pie-X, il a usé d'un gothique brabançon très sobre.
Pour la construction de la synagogue Shomré Hadass (de 1884 à 1890), en collaboration avec Joseph Hertogs (1861-1930), il a usé très élégamment d'un style orientalisant plein de légèreté.
Le quartier du Zurenborg à Anvers, nouvellement créé à son époque, porte toujours son empreinte à côté de celle de Jos Bascourt.
Par la suite, pour répondre à une clientèle bourgeoise désireuse de faire revivre l'époque glorieuse de la ville d'Anvers, il construit des maisons historicisantes de style classique ou rappelant la renaissance flamande.
En 1905, en collaboration avec l'architecte Henri van Dievoet il avait présenté un projet de théâtre wagnérien à construire dans la ville d'Ostende.